# König (Kartenspiel)
König (türkisch: Rıfkı, französisch: Le jeu du roi, englisch und italienisch: King) ist ein Kartenspiel, das mit Barbu verwandt ist und die Grundregeln der einfacheren Spiele Herzeln und Kein Stich eingebaut hat. Gespielt wird es vor allem in Frankreich, Belgien und Italien. Es ist aber auch in Teilen von Portugal, Georgien, Russland, Türkei, Kolumbien und Brasilien bekannt. Die Spielregeln sind in den einzelnen Ländern unterschiedlich.

## Spielregeln
Gespielt wird mit vier Spielern und einem Set von 52 Karten in französischen Spielfarben.

### Französische Variante
Die Wertfolge ist von Ass absteigend bis Zwei. Es spielen vier Spieler gegeneinander. Es wird in zehn Runden gespielt, jede Runde hat ihre eigenen Regeln (Kontrakte). In den ersten sechs Runden gibt es keine Trumpffarbe.
Regeln (Kontrakte) pro Runde:
1. Jeder Stich zählt minus zwei Punkte für den Gewinner. Im Total gibt es minus 26 Punkte. (13 Stiche pro Runde.)
2. Jede Herz zählt minus zwei Punkte. Im Total sind ebenfalls minus 26 Punkte möglich. Herz dürfen erst dann wie normale Farben gelegt werden, wenn einmal eine Herz von einem Spieler verworfen wurde, weil er die gelegte Farbe nicht angeben konnte.
3. Die vier Könige und die vier Buben zählen je minus sechs Punkte. Diese Runde verteilt insgesamt minus 48 Punkte.
4. Jede Königin zählt minus zehn Punkte. Total werden in dieser Runde minus 40 Punkte vergeben.
5. Der Herzkönig zählt minus vierzig Punkte. Herz dürfen erst dann wie normale Farben gelegt werden, wenn einmal eine Herz von einem Spieler verworfen wurde, weil er die gelegte Farbe nicht angeben konnte.
6. Der letzte Stich zählt minus zwanzig Punkte.
7. Jeder Stich bringt dem Gewinner plus vier Punkte. Kreuz ist Trumpffarbe.
8. Jeder Stich bringt vier Punkte. Karo ist Trumpffarbe.
9. Jeder Stich bringt vier Punkte. Herz ist Trumpffarbe.
10. Jeder Stich bringt vier Punkte. Pik ist Trumpffarbe.

Gewinner ist der Spieler mit der höchsten Punktzahl nach diesen zehn Runden.

### Brasilianische Variante
Die Wertfolge ist ebenfalls von Ass absteigend bis Zwei. Ebenso wie in der französischen Variante werden zehn Runden gespielt.
Regeln (Kontrakte) pro Runde:
1. Jeder Stich zählt minus 20 Punkte. Im Total werden minus 260 Punkte vergeben.
2. Jedes Herz zählt minus 20 Punkte. Im Total werden minus 260 Punkte vergeben. Ein Spieler darf mit keiner Herz-Karte einen Stich beginnen, wenn er noch andere Farben in der Hand hält.
3. Jeder König und jeder Bube zählt minus 30 Punkte. Im Total werden minus 240 Punkte vergeben.
4. Jede Königin zählt minus 50 Punkte. Im Total werden minus 200 Punkte vergeben.
5. Der Herzkönig zählt minus 160 Punkte. Ein Spieler darf mit keiner Herz-Karte einen Stich beginnen, wenn er noch andere Farben in der Hand hält. Der Herzkönig muss bei der ersten Möglichkeit verworfen werden.
6. Der zweitletzte und der letzte Stich kosten minus 90 Punkte.
7. bis 10. Jeder Stich bringt 25 Punkte. Der Spieler, der am Ausgeben ist, bestimmt die Trumpffarbe der Runde.

## Software
Es gibt eine frei verfügbare Software für das Spiel. Eine französische, italienische und brasilianische Variante gibt es als eine Implementierung. Zudem ist auch eine türkische Variante des Spiels erhältlich.